# Басов, Дмитрий Николаевич
Дмитрий Николаевич Басов (англ. Dmitri Basov; 1963) — советский и американский физик, профессор Колумбийского университета, академик Национальной академии наук США.

## Биография
Родился в 1963 году. Сын Николая Геннадьевича Басова. Окончил МИФИ в 1988 году. Кандидат физико-математических наук (1991). После защиты диссертации в 1992—1996 годах — работал в Макмастерском университете (Канада). С 1996 года работает в США, в том числе в Брукхейвенской национальной лаборатории и Калифорнийском университете в Сан-Диего. Профессор Колумбийского университета (с 2016 года).

## Научные интересы
Научные интересы сосредоточены на применении нанооптических методов исследования для определения электронных свойств двумерных и квантовых материалов. Применяемые методы позволяют изучать процессы в квантовых материалах на временных масштабах порядка пикосекунды

## Награды и премии
- 2004 — Премия Людвига Генцеля[2].
- 2012 — Премия Фрэнка Изаксона за оптические эффекты в твёрдых телах[2].
- 2020 — академик Национальной академии наук США[8].